# Menczuł
Menczuł, Muńczuł (ukr. Менчул, „Menczuł” lub Мунчел, „Munczeł”) - szczyt o wysokości 1998 m n.p.m. znajdujący się na Ukrainie w środkowej części masywu Czarnohory. Na północny wschód od niego rozpościera się grań Rozszybenika.